# Пескозанзонеско Векио (Пескара)
Пескозанзонеско Векио (итал. Pescosansonesco Vecchio) је насеље у Италији у округу Пескара, региону Абруцо.
Према процени из 2011. у насељу је живело 222 становника. Насеље се налази на надморској висини од 552 м.